# Rauhia multiflora
Rauhia multiflora ist eine Pflanzenart der Gattung Rauhia in der Familie der Amaryllisgewächse (Amaryllidaceae). Das Artepitheton multiflora leitet sich von den lateinischen Worten multi für ‚viel‘ sowie florus für ‚-blütig‘ ab.

## Beschreibung

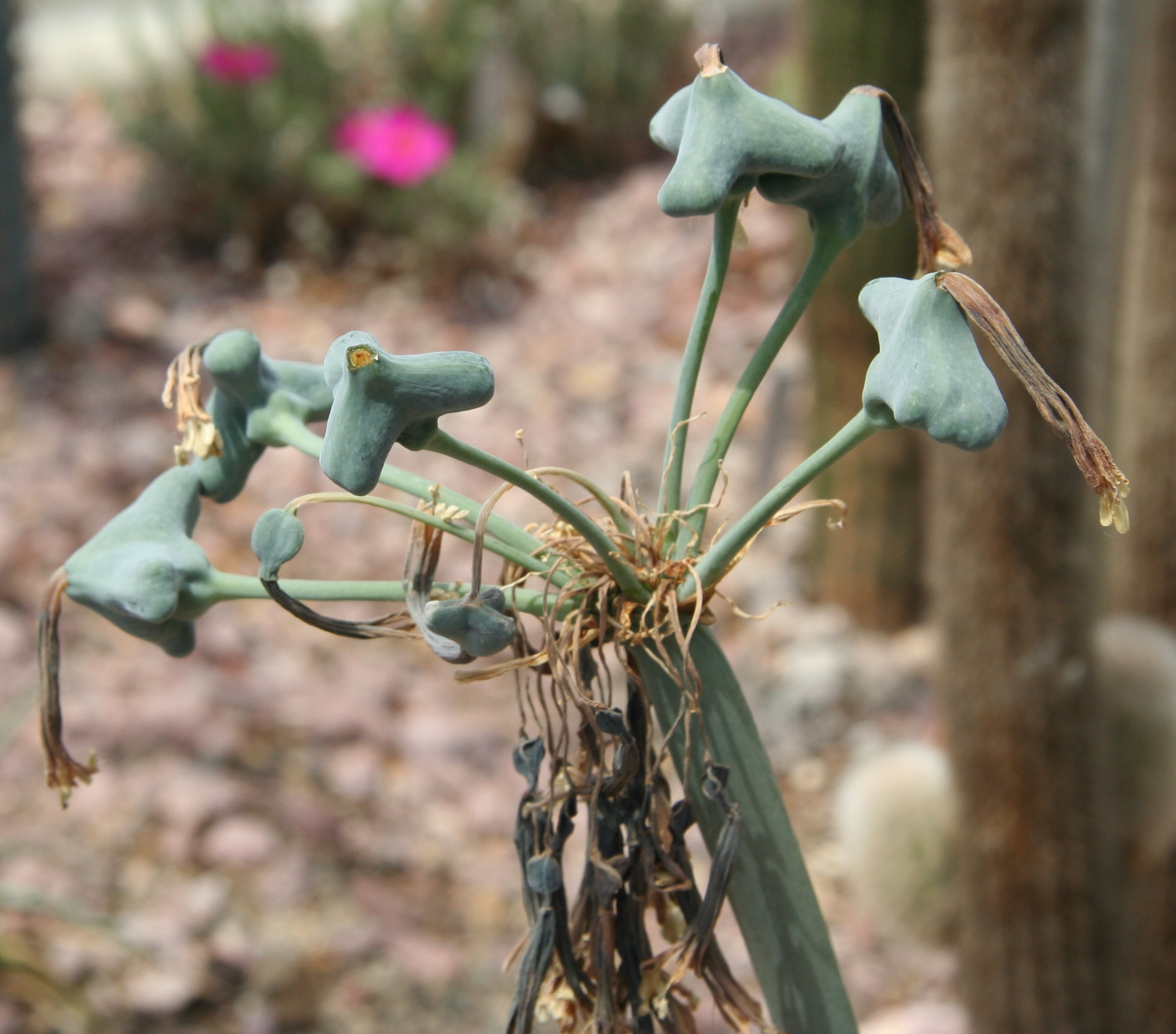
Früchte an Rauhia multiflora

Rauhia multiflora wächst mit eiförmigen Zwiebeln, die einen Durchmesser von etwa 10 bis 15 Zentimeter aufweisen. Ihre braunen, fleischigen Zwiebelschuppen trocknen papierig auf. Die zwei bis vier ausgebreiteten Laubblätter sind 20 bis 30 Zentimeter lang, 9 bis 15 Zentimeter breit und sehr fleischig.
Der Blütenstand trägt acht bis 25 Blüten. Der Blütenschaft ist bis 50 bis 120 Zentimeter lang. Die beiden, gelegentlich drei, breit eiförmigen Brakteen sind bis zu ihrer Basis nicht miteinander verwachsen und weisen eine Länge von etwa 3 Zentimeter auf. Der Blütenstiel ist 3 bis 9 Zentimeter und die Perigonröhre etwa 2,2 Zentimeter lang. Die grünlich-weißlichen Perigonblätter sind 4 bis 5 Zentimeter lang. Kürzere Staubfäden weisen eine Länge von etwa 3,1 Zentimeter auf, längere sind etwa 3,6 Zentimeter lang. Der Fruchtknoten ist 0,5 bis 1,2 Zentimeter lang und 0,5 Zentimeter breit. Der abgeknickte Griffel ist so lang wie die Staubblätter oder länger. Die Narbe ist kopfig.

## Systematik und Verbreitung
Rauhia multiflora ist in Peru in Höhenlagen von 500 bis 1500 Metern verbreitet.
Die Erstbeschreibung als Phaedranassa multiflora durch Karl Sigismund Kunth wurde 1850 veröffentlicht. Pierfelice Ravenna stellte die Art 1969 in die Gattung Rauhia.
Synonyme sind Phaedranassa megistophylla Kraenzl. (1917), Rauhia megistophylla (Kraenzl.) Traub (1966) und Rauhia peruviana Traub (1957).

## Nachweise